# Friedrich de la Motte Fouqué
Friedrich Heinrich Karl de la Motte, Baron Fouqué (n. 12 februarie 1777 - d. 23 ianuarie 1843) a fost un scriitor german, reprezentant al romantismului.
Prin opera sa, a evocat vechile mituri germane într-o manieră eroică.

## Opera
- 1806: Cavalerul Galmy ("Ritter Galmy")
- 1808: Sigurd, omorâtorul de șerpi ("Sigurd, der Schlangentödter")
- 1810: Eroul nordului ("Der Held des Nordens")
- 1811: Ondine ("Undine")
- 1813: Inelul magic ("Der Zauberring").

1. ↑  IeSBE / Fuke, de-la-Mot Fuke, Fridrih[*] Verificați valoarea |titlelink= (ajutor)
2. 1 2  „Friedrich de la Motte Fouqué”, Gemeinsame Normdatei, accesat în 2 aprilie 2015
3. ↑  Autoritatea BnF, accesat în 10 octombrie 2015